# Аль-Аляк
Аль-ʻАляк (араб. العلق — Сгусток) — девяносто шестая сура Корана. Сура мекканская. Ниспослана первой до суры аль-Калям. Состоит из 19 аятов.

## Содержание
В суре указывается, что именно Всевышний Аллах является творцом человека и источником знания, однако человек способен преступать пределы (араб. لَيَطْغَى‎).

 Читай во имя твоего Господа, Который сотворил всё сущее, ۝ сотворил человека из сгустка крови. ۝ Читай, ведь твой Господь - Самый Великодушный. ۝ Он научил посредством письменной трости - ۝ научил человека тому, чего тот не знал. ۝ Но нет! Человек преступает границы дозволенного, ۝ когда ему кажется, что он ни в чём не нуждается. ۝ Но к твоему Господу предстоит возвращение. ۝ Что ты думаешь о том, кто мешает ۝ рабу, когда тот молится?  ۝ Что ты думаешь, а если он был на правом пути ۝ или призывал к богобоязненности? ۝ Что ты думаешь, а если он счёл ложью истину и отвернулся? ۝ Неужели он не знал, что Аллах видит его? ۝ Но нет, если он не перестанет, то Мы схватим его за хохол - ۝ хохол лживый, грешный. ۝ Пусть он зовёт своё сборище. ۝ Мы же позовём адских стражей! ۝ Так нет! Не повинуйся ему, а пади ниц и приближайся к Аллаху.

Оригинальный текст (ар.)اقْرَأْ بِٱسْمِ رَبِّكَ ٱلَّذِي خَلَقَ ۝ خَلَقَ ٱلْإِنسَٰنَ مِنْ عَلَقٍ ۝ ٱقْرَأْ وَرَبُّكَ ٱلْأَكْرَمُ ۝ ٱلَّذِي عَلَّمَ بِٱلْقَلَمِ ۝ عَلَّمَ ٱلْإِنسَٰنَ مَا لَمْ يَعْلَمْ ۝ كَلَّآ إِنَّ ٱلْإِنسَٰنَ لَيَطْغَىٰٓ ۝ أَن رَّءَاهُ ٱسْتَغْنَىٰٓ ۝ إِنَّ إِلَىٰ رَبِّكَ ٱلرُّجْعَىٰٓ ۝ أَرَأَيْتَ ٱلَّذِي يَنْهَىٰ ۝ عَبْدًا إِذَا صَلَّىٰٓ ۝ أَرَأَيْتَ إِن كَانَ عَلَى ٱلْهُدَىٰٓ ۝ أَوْ أَمَرَ بِٱلتَّقْوَىٰٓ ۝ أَرَأَيْتَ إِن كَذَّبَ وَتَوَلَّىٰٓ ۝ أَلَمْ يَعْلَم بِأَنَّ ٱللَّهَ يَرَىٰ ۝ كَلَّا لَئِن لَّمْ يَنتَهِ لَنَسْفَعَۢا بِٱلنَّاصِيَةِ ۝ نَاصِيَةٍ كَٰذِبَةٍ خَاطِئَةٍ ۝ فَلْيَدْعُ نَادِيَهُۥ ۝ سَنَدْعُ ٱلزَّبَانِيَةَ ۝ كَلَّا لَا تُطِعْهُ وَٱسْجُدْ وَٱقْتَرِب ۩۝—  96:1—19 (Кулиев)